# Nephrotoma subpallida
Nephrotoma subpallida là một loài ruồi trong họ Ruồi hạc (Tipulidae). Chúng phân bố ở vùng sinh thái Palearctic.